# Sophronica densepunctata
Sophronica densepunctata là một loài bọ cánh cứng trong họ Cerambycidae.